# تومي وود (لاعب كرة قدم)
تومي وود (بالإنجليزية: Tommy Wood)‏ هو لاعب كرة قدم بريطاني، ولد في 26 نوفمبر 1998 في هيلينغدون ‏ في المملكة المتحدة. لعب مع إيه أف سي ويمبلدون.

## وصلات خارجية
- تومي وود على موقع قاعدة بيانات كرة القدم.إي يو (الإنجليزية)
- تومي وود على موقع Soccerbase.com (لاعب) (الإنجليزية)
- تومي وود على موقع Soccerway.com (الإنجليزية)